# Winfried Böttcher

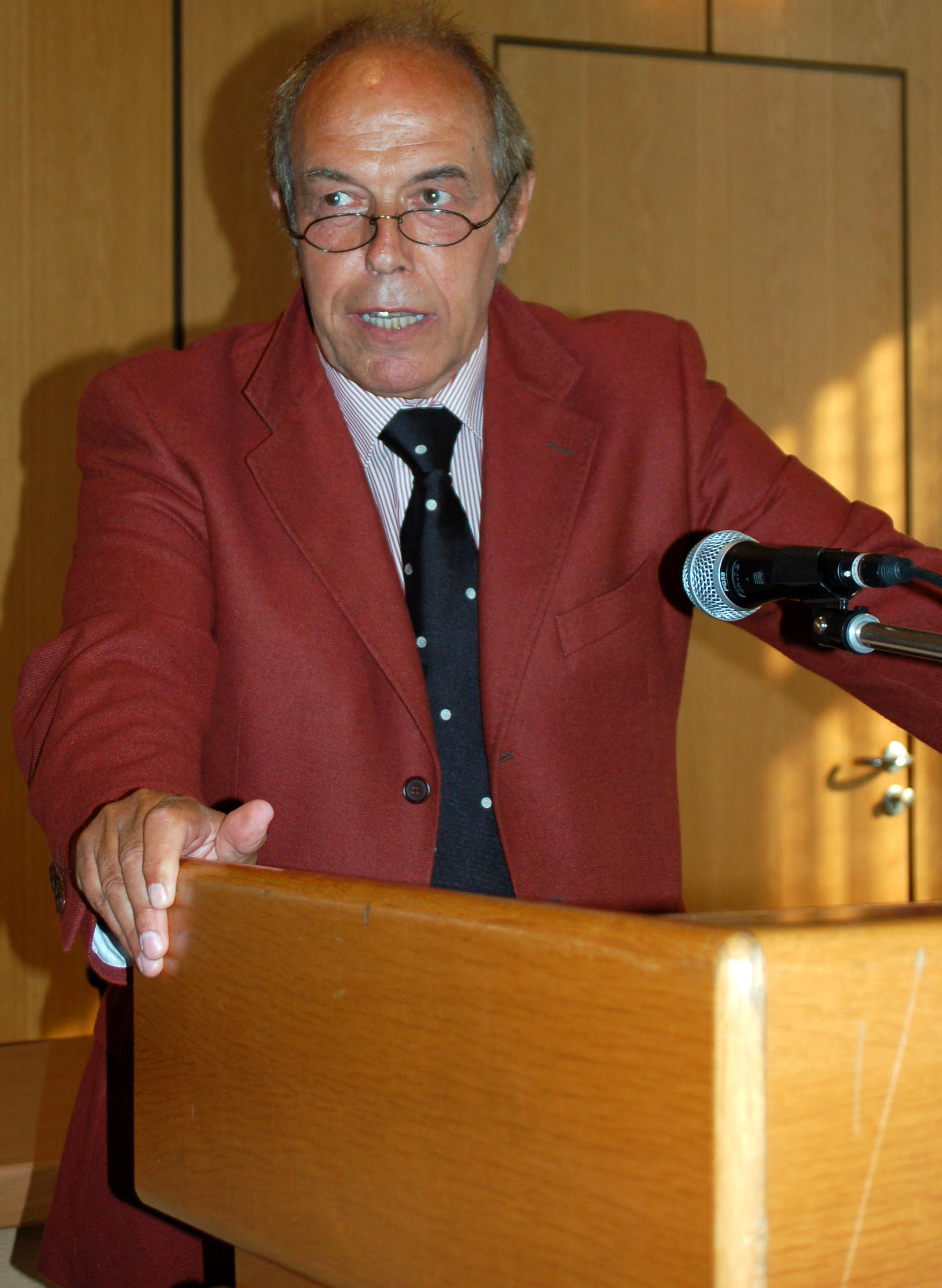
Winfried Böttcher (2007)

Winfried Böttcher (* 11. März 1936 in Morbach) ist ein deutscher Politikwissenschaftler. Böttcher ist emeritierter Professor am Institut für Politische Wissenschaft (IPW) der RWTH Aachen im Bereich Internationale Beziehungen. Er war Direktor des Klaus Mehnert Instituts an der Staatlichen Technischen Universität Kaliningrad.

## Leben
Nach dem Abitur am Nikolaus-von-Kues-Gymnasium in Bernkastel-Kues im Jahr 1956 studierte Böttcher an der RWTH Aachen von 1958 Maschinenbau, das er 1963 mit dem 1. Staatsexamen in den Fächern Fertigungstechnik, Betriebsorganisation und Arbeitswissenschaft und nach dem Referendariat 1965 mit dem 2. Staatsexamen beendete. Bereits 1963 hatte Winfried Böttcher an der RWTH ein ordentliches Zweitstudium der Fachbereiche Neuere Geschichte, Volkswirtschaftslehre und Politische Wissenschaft begonnen. Von 1965 bis 1967 studierte und forschte Böttcher an der London School of Economics. Er setzte die Studien ab 1967 an der RWTH Aachen fort und wurde dort Wissenschaftlicher Assistent des Lehrstuhlinhabers Klaus Mehnert.
Im Jahr 1970 schloss Böttcher seine Promotion mit der Dissertation „Das Deutschlandbild der Engländer 1960–1966“ ab. Von 1971 bis 1973 war Winfried Böttcher Gründungssenator der Fernuniversität Hagen.
Ab 1970 arbeitete Böttcher als Akademischer Rat und später als Oberrat am Institut für Politische Wissenschaft der RWTH Aachen. Im Jahr 1973 wurde er dort zum Professor berufen mit dem Schwerpunkt Internationale Politik, Friedenspolitik und Europapolitik.
Böttcher hielt zahlreiche Gastprofessuren u. a. in Budapest, Danzig, Kiew, Moskau, Plowdiw, Prag und Minsk. Er ist Ehrendoktor der Universitäten Moskau und Kaliningrad sowie Honorarprofessor in Minsk.

## Wirken
Winfried Böttcher gilt als einer der führenden deutschen Wissenschaftler zum Themengebiet „Europa“ an der Schnittstelle von Wissenschaft und Politik. Der Forschungs- und Veröffentlichungs-Schwerpunkt von Böttcher liegt auf Internationalen Beziehungen, auf Ost-West-Beziehungen und insbesondere auf Europapolitik und diesbezügliche Integrationstheorien.
Die Erfordernisse der europäischen Integration sind für Böttcher mit der Erkenntnis verbunden, dass der Nationalstaat überwunden werden muss. Er hat seine historische Funktion erfüllt. Böttcher plädiert für eine politische Ordnung „von unten“ nach dem Subsidiaritätsprinzip mit einer weitgehenden Autonomie der Regionen. In Böttchers Forschungsergebnissen werden die Grundzüge für ein zukunftsfähiges Europa in einem Modell eines neuen föderativen Systems der drei Ebenen „Völker, Staaten und Regionen“ ausdifferenziert.

## Wissenschaftliche Institute
1982 gründete Böttcher das „Institut für Europapolitik“ an der RWTH Aachen. Von 1990 bis 1996 war er zunächst Gründer und dann Leiter des „Europa-Centrum-Maas-Rhein“ (ECMR). 
Nach seiner Emeritierung an der RWTH Aachen gründete Winfried Böttcher im Jahr 2005 das „Europa-Institut Klaus Mehnert“ (EIKM), dem er von 2005 bis 2015 als wissenschaftlicher Direktor vorstand. Das EIKM an der Staatlichen Technischen Universität Kaliningrad bot einen einjährigen postgradualen Europa-Studiengang an. Es standen 30 Studienplätze zur Verfügung, 18 für russische und 12 für nichtrussische Staatsbürger. Es ist der einzige postgraduale Europa-Studiengang in Russland, zusätzlich noch in deutscher Sprache.

## Privatleben
Von 1969 bis 1979 war Winfried Böttcher Mitglied des Rates der Stadt Aachen für die SPD. Böttcher ist wissenschaftlicher Berater und Vorstandsmitglied im Europaverein GPB (Eschweiler).
Winfried Böttcher ist verheiratet und Vater einer Tochter.

## Schriften (Auswahl)
- Britische Europaideen – Bücher und Broschüren, eine Fachbibliographie 1940–1970, (als Hrsg.) [Deutsch – Englisch – Französisch], Düsseldorf 1971, ISBN 978-3-7700-0275-7
- Deutschland aus britischer Sicht 1960–1972, Frankfurt am Main 1972
- Friedenspolitik – Projektstudium – Projektunterricht (mit Hubert Groten/Jürgen Jansen), Baden-Baden 1975, ISBN 978-3-7890-0152-9
- Das britische Parlament und Europa 1940–1972, Eine Fachbibliographie (als Hrsg.) [Deutsch – Englisch – Französisch], Baden-Baden 1975, ISBN 978-3-7890-0179-6
- Soziales Europa 1993 – Noch eine Illusion (als Hrsg.), Baden-Baden 1990
- Region – Internationales Forum für lokale, regionale und globale Entwicklung (als Hrsg.), Opladen 1998, ISBN 978-3-8100-2066-6
- Europäische Perspektiven (als Hrsg.), Münster-Hamburg-London 2002
- Subsidiarität für Europa (zusammen mit Johanna Krawczynski), Münster/Hamburg/London 2002, ISBN 978-3-8258-6056-1
- Ein anderes Europa – Von den Nationalstaaten zu den Regionen, Baden-Baden 2011
- Klassiker des Europäischen Denkens, Friedens- und Europavorstellungen aus 700 Jahren europäischer Kulturgeschichte, (als Hrsg.), Baden-Baden 2014, ISBN 978-3-8329-7651-4
- Nachdenken über Europa. Eine Auswahl aus vierzig Jahren. Herausgegeben und eingeleitet von Jürgen Lauer, Nomos, Baden-Baden 2016
- Die "Neuordner" Europas beim Wiener Kongress 1814/1815 (als Hrsg.), Baden-Baden 2017
- Europas vergessene Visionäre – Rückbesinnung in Zeiten akuter Krisen (als Hrsg.), Baden-Baden 2019, ISBN 978-3-8487-4583-8
- Europa 2020 – Von der Krise zur Utopie, Baden-Baden 2020, ISBN 978-3-8288-4462-9
- Russland und der Westen. 1. Auflage. Romeon Verlag, Jüchen 2022, ISBN 978-3-96229-359-8.
- Russland – Die Ukraine – Der Westen, BoD 2022, ISBN 978-3-7562-5716-4
- Europas Zukunft – Eine europäische Republik der vereinten Regionen, BoD 2023, ISBN 978-3-7578-4702-9